# American Heart Association
De American Heart Association (AHA), opgericht in 1924, is een Amerikaanse  organisatie zonder winstoogmerk die zich bezighoudt met de preventie en behandeling van hart- en vaatziekten. De AHA geeft verschillende wetenschappelijke tijdschriften uit, waaronder de toonaangevende bladen Circulation en Circulation Research. Ze geeft ook standaarden (Engels: guidelines) en adviezen (recommendations) uit die door internationale commissies van experts worden opgesteld. Deze adviezen en standaarden worden vaak uitgebracht namens de AHA en enkele grote medische beroepsverenigingen, zoals het American College of Cardiology, de Heart Rhythm Society, en de European Society of Cardiology, en worden tegelijkertijd gepubliceerd in de tijdschriften van deze verenigingen, zoals Circulation, Heart Rhythm, en European Heart Journal. De AHA organiseert jaarlijks de AHA Scientific Sessions, het grootste cardiologiecongres ter wereld. Verder houdt de AHA publiekscampagnes om de bekendheid met hart- en vaatziekten te verbeteren.